# Lamoral von Egmond

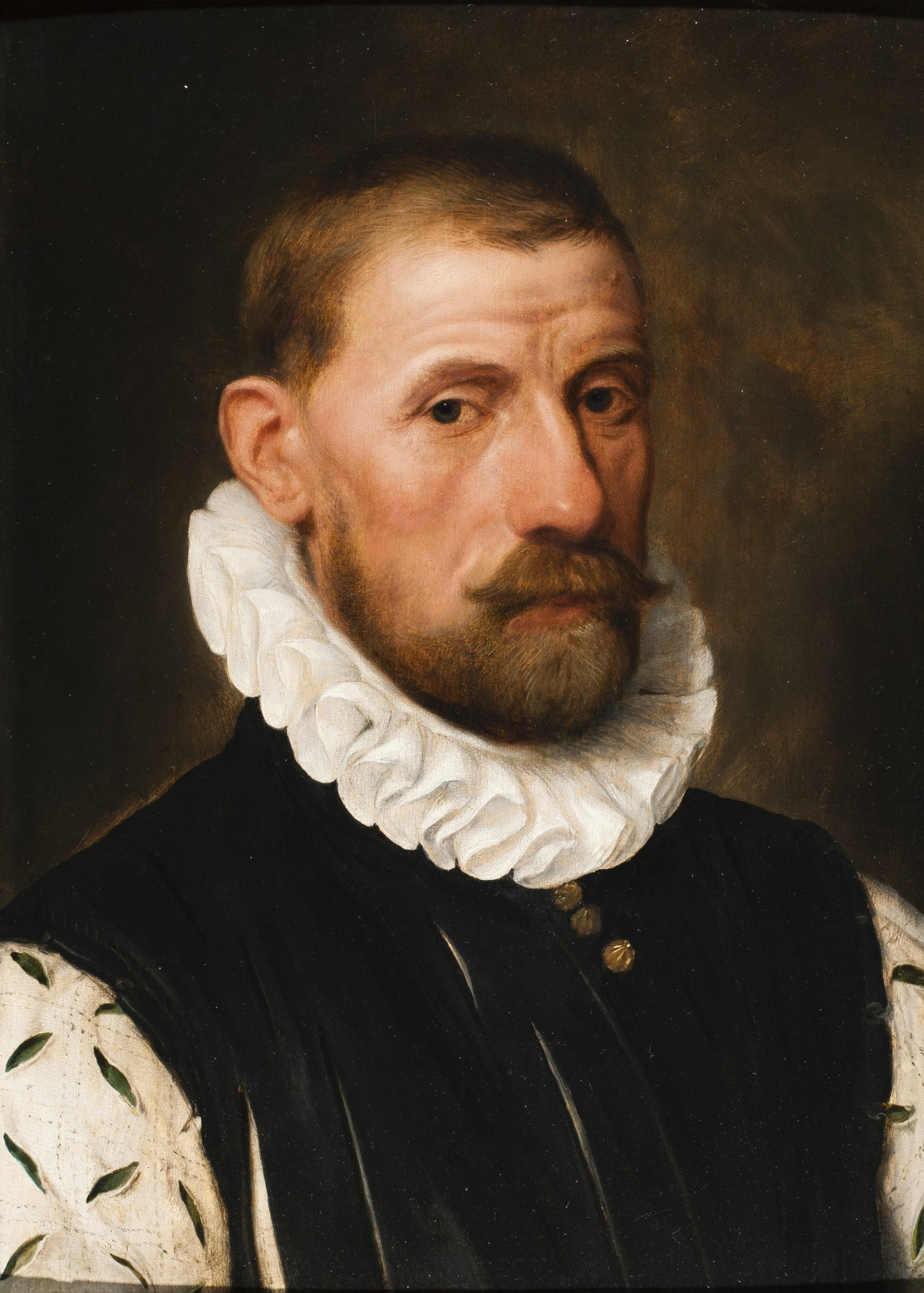
Lamoral Graf von Egmond (von Frans Pourbus)

Graf Lamoral von Egmond, Fürst von Gavre (Gavere) (* 18. November 1522 auf Schloss Lahamaide im Hennegau; † 5. Juni 1568 in Brüssel; manchmal auch Egmont geschrieben), war Statthalter von Flandern und Artois, Heer der Hohen Herrlichkeit von Purmerend, Purmerland und Ilpendam, Baron von Fiennes, Herr von Hoogwoud und Aartswoud, Sotteghem, Armentières und Auxy. Auch trat er kurzzeitig als Fürst von Steenhuize auf.
Als einer der einflussreichsten niederländischen Herrscher und Adligen machte er sich zunächst als Feldherr in spanischen Diensten in den Schlachten bei St. Quentin und bei Gravelines gegen Frankreich verdient. Als Statthalter von Provinzen vertraten er und Wilhelm von Oranien gegenüber dem spanischen König Philipp II., dem Souverän der Spanischen Niederlande, die Rechte der niederländischen Stände. Als der König den Herzog von Alba mit einem Heer in die Niederlande schickte, um Aufstände der Protestanten und den auf seine feudalen Rechte bestehenden Adel niederzuschlagen, setzte sich Oranien nach Deutschland ab, während Egmond den Herzog begrüßte. Doch dieser ließ ihn und den Grafen von Hoorn verhaften, machte ihnen wegen Hochverrats den Prozess vor seinem Blutrat und ließ beide (mit zahlreichen weiteren Adligen) am 5. Juni 1568 auf dem Großen Markt in Brüssel enthaupten.

## Leben und Wirken

Wappen des Grafen Lamoral von Egmond

### Herkunft
Lamoral von Egmond entstammte der alten niederländischen Adelsfamilie der Egmonds, die seit dem 11. Jahrhundert die Schirmvogtei über die Benediktinerabtei Egmond bei Alkmaar in Nordholland besaß und in der Nähe eine im 16. Jahrhundert zerstörte Burg erbaute. Sein Vater war Johann IV. von Egmond, seine Mutter Franziska von Luxemburg, Gräfin von Gavre, Tochter von Jakob II. von Luxemburg-Fiennes, über die er die Grafschaft Gavere (Gaure) erbte, dessen erster Fürst Lamoral 1540 wurde.

### Familie
Lamoral von Egmond ehelichte am 8. April 1544 in Speyer die Pfalzgräfin Sabine von Pfalz-Simmern (* 13. Juni 1528; 19. Juni 1578), Tochter des Pfalzgrafen Johann II. von Simmern (1492–1557), aus dem Hause Wittelsbach. Die Wittelsbacherin Sabina ist in den Niederlanden bekannt unter dem Namen „Sabine von Bayern“. Egmont erwarb 1559 ein Gebiet südwestlich von Rotterdam, das er einpoldern und zu Ehren seiner Ehefrau „Beijerland“ (siehe: Oud-Beijerland) nennen ließ. Das Ehepaar lebte mit elf Kindern in glücklicher und kinderreicher Ehe.
- Philip (* 1558; † 14. März 1590) ⚭ 1579 Marie von Horn
- Lamoral († 23. Mai 1617) ⚭ 1608 Marie de Pierrevive
- Karl (* 1567; † 18. Januar 1620), Gouverneur von Namur ⚭ 1590 Marie de Lens, Baronesse d’Aubigny
- Eleonore († 1582) ⚭ 1574 Georg von Horn († 1608), Graf von Houtekercke
- Maria († 1584), Nonne
- Francoise († 1589)
- Madeleine ⚭ Floris van Stavele, Graf von Herlies
- Maria Christina (* 1554; † 1622)

⚭ 1579 Eduard von Bournonville (* 1533; † 28. Dezember 1585), Graf von Henin-Lietard; ⚭ 1587 Wilhelm von Lalaing (1563–1590), Graf von Hoogstraten und Renneburg; ⚭ Karl II. von Mansfeld-Friedeburg (1543–1595)
- Anna (* 1560), Nonne
- Sabina (* 1562; † 21. Juni 1614) ⚭ 1595 Graf Georg Eberhard von Solms (* 30. Juli 1563; † 23. Februar 1602)
- Johanna (* 1563), Priorin in Brüssel

### Karriere
In verschiedenen Feldzügen diente er Kaiser Karl V. (1541 in Algier, 1544, 1546 und 1552 in Deutschland und gegen Frankreich) und erwarb sich den Ruhm eines tapfern und verwegenen Soldaten. 1542 wurde er durch den Tod seines Bruders Karl I. von Egmond Statthalter der Provinz Holland und anderer Güter. Karl V. erhob die Grafschaft Gavere für Lamoral von Egmond zum Fürstentum, beschnitt jedoch deren hergebrachte Herrschaftsrechte, weshalb Egmond den Fürstentitel nicht führte. Als 1538 mit Karl von Egmond die ältere Linie der Familie ausstarb, die seit 1423 das Herzogtum Geldern (als Erben der Fürsten von Jülich-Geldern) regiert und dessen Selbständigkeit gegen die Burgunderherzöge sowie die Habsburger verteidigt hatte, fiel Geldern nicht an die jüngere Linie, also Lamoral, sondern wurde von Wilhelm von Jülich-Kleve-Berg besetzt, der es aber nach einem verlorenen Krieg 1543 im Vertrag von Venlo an Karl V. abtreten musste, welcher es an sein Herzogtum Burgund angliederte. 1546 erhielt Egmond den Orden vom Goldenen Vlies.

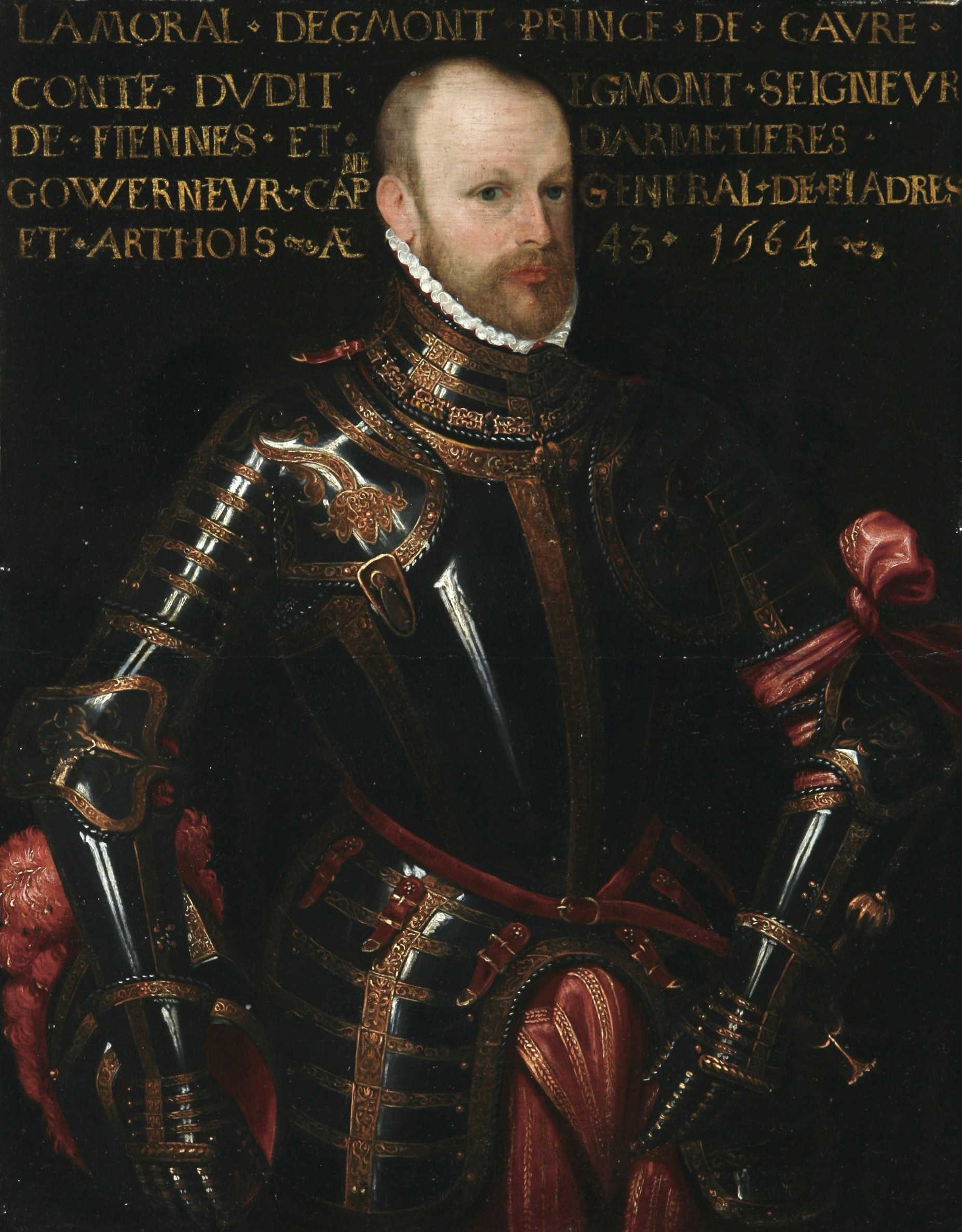
Lamoral Graf von Egmond (1564)

1554 stand er an der Spitze der Gesandtschaft, welche den Ehevertrag des Infanten Philipp II. mit der englischen Königin Maria I. zu unterzeichnen hatte; dann ging er nach Spanien, um seinen neuen Souverän zu begrüßen.
Im spanisch-französischen Krieg 1557–1559 spielte er eine hervorragende Rolle und zeichnete sich namentlich in den Schlachten bei St. Quentin und bei Gravelines aus. 1559 machte ihn König Philipp II. zum Statthalter von Flandern und Artois. In den nun beginnenden niederländischen Unruhen gehörte Egmond zu den unzufriedenen Großen, welche sich der straffen Zentralisation der niederländischen Verwaltung und der streng katholischen Politik Philipps II. widersetzten und ein aristokratisches Regiment sowie ein gewisses Maß religiöser Toleranz durchsetzen wollten.
Als der König 1559 nach Spanien zurückkehrte, setzte er als Statthalterin seine Halbschwester Margarethe von Parma ein, da er weder Egmond noch Wilhelm von Oranien, den beiden populären Anführern des niederländischen Adels, hinreichend traute. Sie wurden mit einträglichen Statthalterschaften über Teilprovinzen abgefunden, Egmond über Artois und Flandern, der Oranier über Holland, Seeland und Utrecht. Seiner Schwester stellte der König den Minister Kardinal Granvelle zur Seite, der – ohne Zustimmung der Stände – sogleich 13 neue Bistümer schuf und sie mit Vertrauten besetzte, welche von den einheimischen Klöstern bezahlt werden mussten. Der Herzogin von Parma empfahl Egmond sich als besondere Stütze und erlangte ihr Vertrauen. Die Führer der Adelsopposition, Egmond, Oranien und der Graf von Hoorn, verlangten in einem Schreiben an den König die Abberufung des herrschsüchtigen und habgierigen Prälaten, die jedoch nicht erfolgte. Erst nachdem sie ihn kaum verhüllt verspotteten und erniedrigten und das Volk ihn auf der Straße verhöhnte, ersuchte Granvelle 1564 selbst um seinen Abschied.
Um 1560 erstand Egmond das Fürstentum Steenhuize (Steenhuisen, Steenhuijsen) als Pfand seitens der Familie Van Gruuthuse. Mit seinem Tod 1568 endete dieses Besitzverhältnis wieder.
Als Sprecher der niederländischen Adelsopposition ging Egmond 1565 nach Spanien, da die Durchsetzung der Beschlüsse des Konzils von Trient in den Niederlanden auf Widerstand stießen. Jedoch von Philipp II. mit Schmeicheleien, Ehrungen und Geschenken überhäuft, brachte er die ihm aufgetragenen Beschwerden nur zaghaft vor und kehrte unverrichteter Dinge in die Niederlande zurück. Margarete war mit der Verwaltung der Provinzen überfordert, die Finanzen waren zerrüttet, religiöse Unruhen griffen um sich. Der niedere Adel, darunter viele seiner Lehnsleute, Freunde und sogar sein eigener Sekretär, schlossen sich den Geusen an. Egmond zeigte sich nach dem Bildersturm 1566 aber als entschiedener Anhänger Spaniens und des Katholizismus und verfolgte in seiner Provinz Flandern die Protestanten auf das Grausamste. Nicht zuletzt sah er sich wirtschaftlich vom Monarchen abhängig, da er elf Kinder hatte, verschuldet war, und all sein Besitz in den Niederlanden lag, anders als bei Oranien, der auch in Frankreich und Deutschland Territorien besaß.

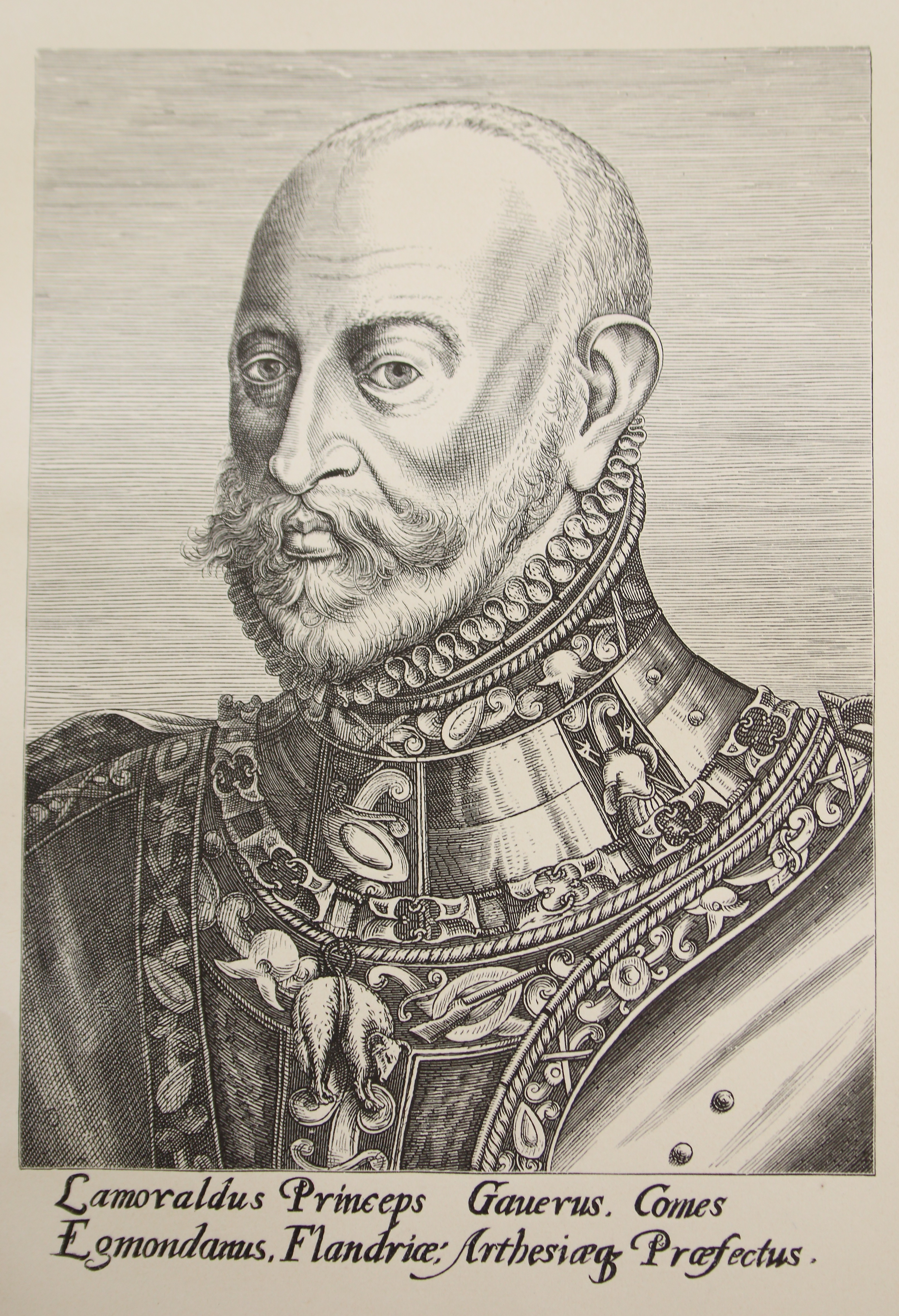
Lamoral von Egmond

Er stellte sich zur Unterwerfung des Aufstandes der Regentin zur Verfügung, leistete ihr einen erneuerten Treueid und half, das königliche Regiment auf neuer Grundlage zu festigen. Dennoch zürnte ihm Philipp wegen seiner früheren Opposition. Egmond aber fühlte sich ganz sicher und ließ die Warnungen Wilhelms von Oranien auf ihrer letzten Zusammenkunft in Willebroek unbeachtet. Dieses historische Gespräch wurde später von Dichtern und Historikern als Wasserscheide zum Achtzigjährigen Krieg gedeutet (siehe unten, Abschnitt „Würdigung“).
Während Wilhelm von Oranien sich in seine Grafschaft Nassau-Dillenburg zurückzog, ging Egmond dem Herzog von Alba, als dieser 1567 in die Niederlande kam, bis zur Grenze nach Luxemburg entgegen und ritt an seiner Seite in Brüssel ein. Er versicherte sogar dem Grafen von Hoorn noch, dass er nichts zu befürchten habe, sodass dieser ebenfalls nach Brüssel kam. Doch hatten Alba, Granvelle und der Kardinal Diego de Espinosa den König überredet, anstelle des Volkes nunmehr die Häupter des niederländischen Adels zu züchtigen.

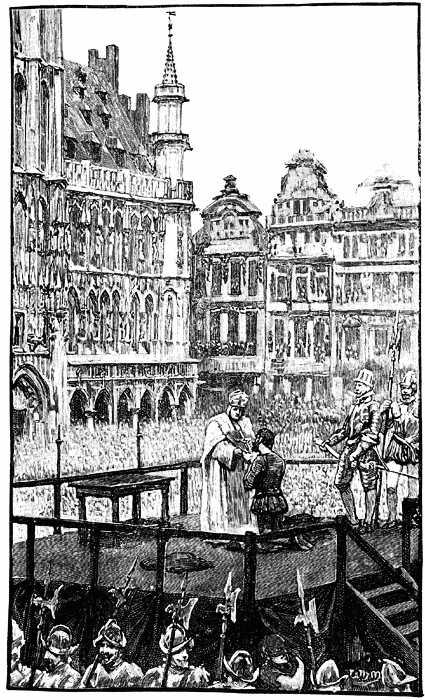
Hinrichtung von Egmond und Hoorn am
5. Juni 1568 auf dem Großen Markt in Brüssel

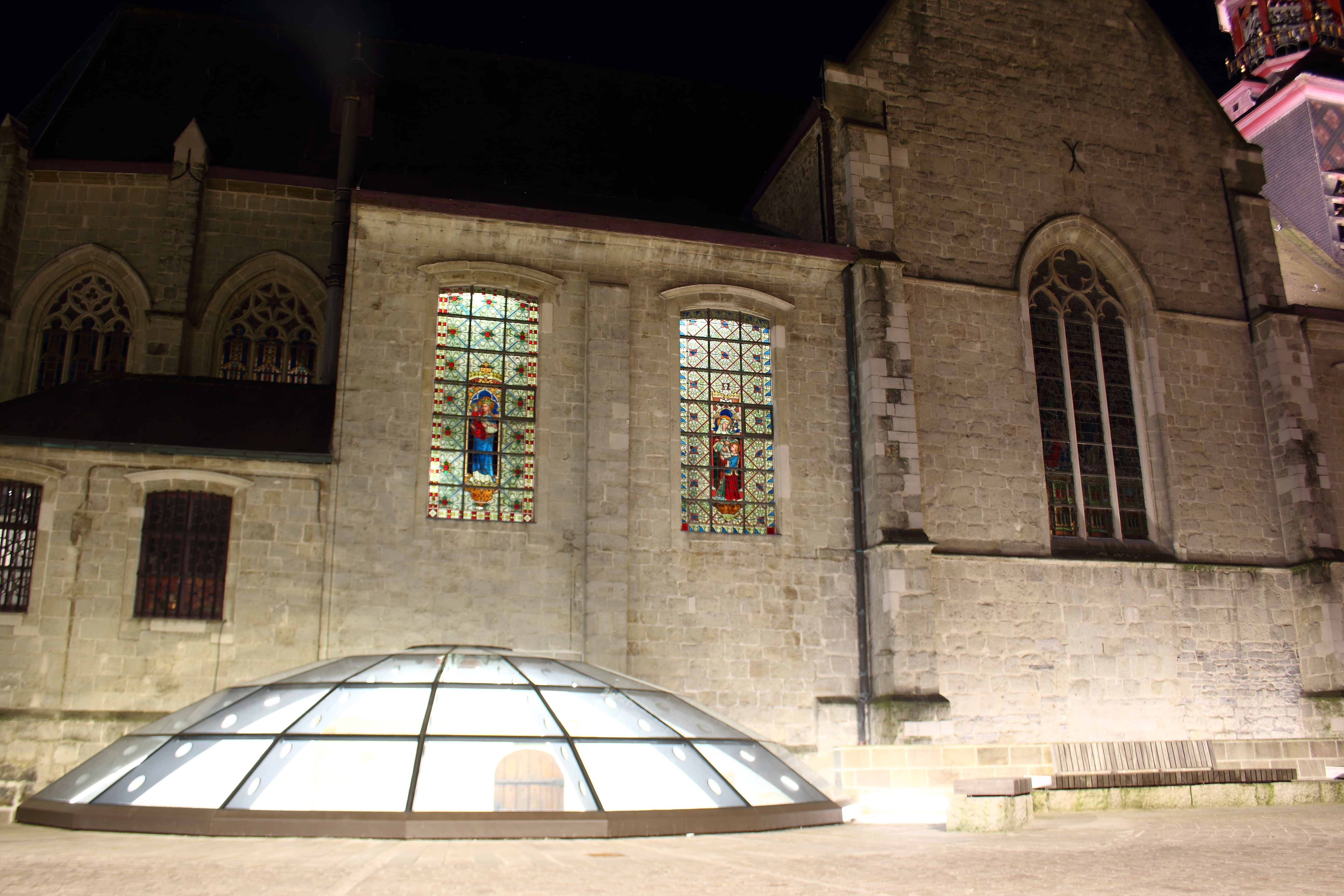
Egmondkrypta in Zottegem

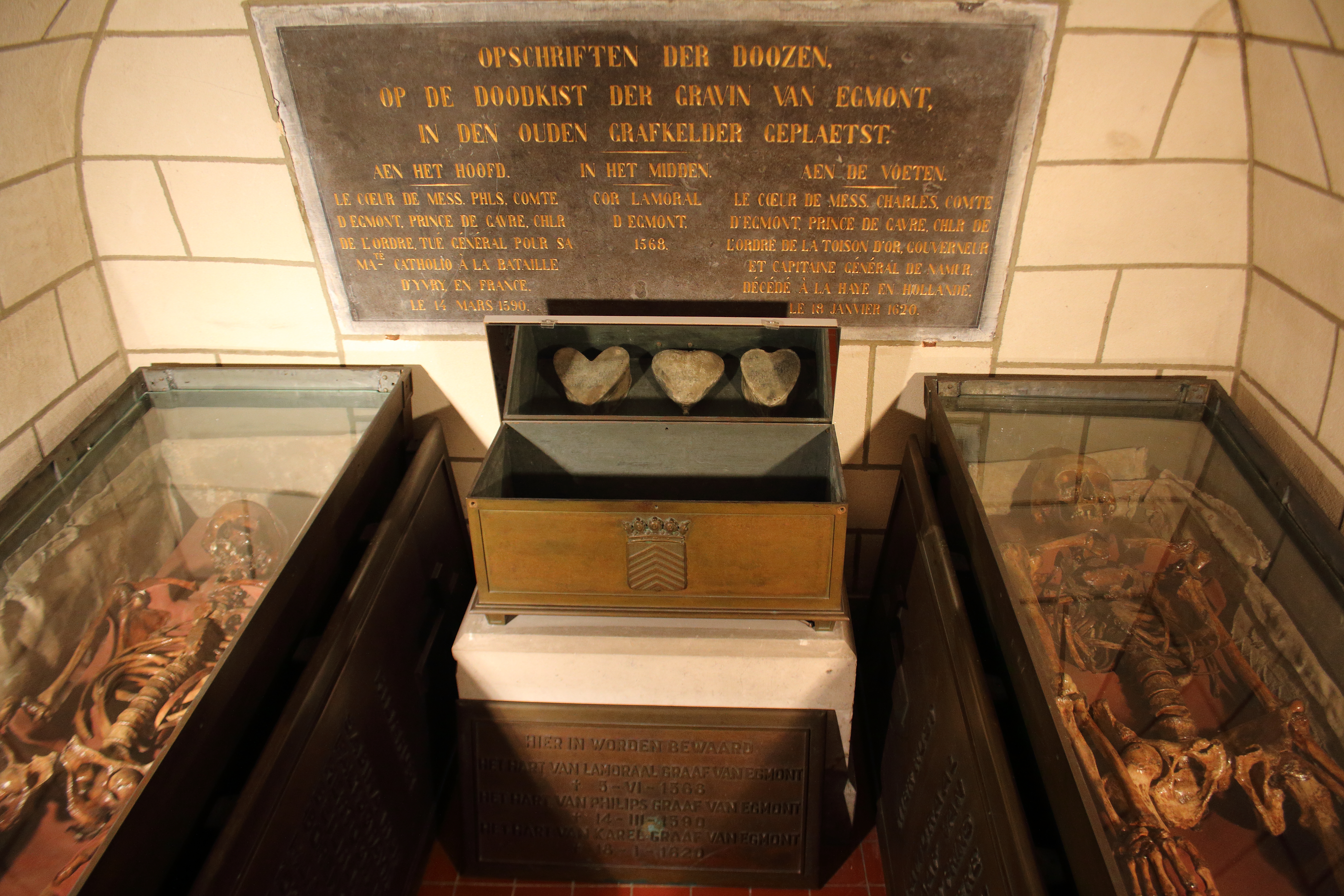
Die geöffneten Särge von Lamoral und Sabine von Egmond in der Egmondkrypta

Nichtsahnend wurde Egmond am 9. September nach einer langen Besprechung in großem Kreise in Albas Quartier Hôtel de Culembourg gefangen genommen und vor den Ausnahmegerichtshof Albas, den sogenannten Blutrat, gestellt. Sein Privilegium als Ritter des Vlieses, nur vor einem Rittergericht angeklagt zu werden, wurde nicht geachtet. Egmond und Hoorn wurden auf dem Gravensteen in Gent inhaftiert. 90 Anklagepunkte drehten sich um die in der Eingangsformulierung erhobene Beschuldigung, „daß beide Grafen, in Verbindung mit dem Prinzen von Oranien, getrachtet haben sollen, das königliche Ansehen in den Niederlanden über den Haufen zu werfen, und sich selbst die Regierung des Landes in die Hände zu spielen.“ Alle ihre Handlungen, insbesondere ihre Duldung der Geusen, Kompromisse mit den Protestanten sowie die Behandlung Granvelles, wurden nun in diesem Licht als große Verschwörung gedeutet. Die Angeklagten durften Verteidiger berufen, konzentrierten sich aber, anstatt Zeugen zu berufen, auf die Ablehnung von Albas Gericht. Ihre Ehefrauen wandten sich mit Bittschriften an den König von Spanien, den Kaiser, die deutschen Reichsfürsten und die Ritter vom Goldenen Vlies. Doch half alles nichts, in einem allein von Alba unterzeichneten Urteil wurden die beiden Grafen als Hochverräter und Rebellen zum Tode verurteilt. Aus der Zelle schrieb Egmond noch einen Brief an den König und bat um Gnade für seine Familie. Nachdem an den Tagen zuvor bereits 25 mit ihnen verbundene Adlige hingerichtet worden waren, wurden zuerst Egmond, dann Hoorn am 5. Juni 1568 auf dem Großen Markt in Brüssel mit dem Schwert enthauptet und ihre Köpfe auf Spieße gesteckt.
Später wurde er in Egmondkrypta am Marktplatz in Zottegem begraben. Hier befinden sich heute noch zwei Egmonstandbilder, die „Egmontkamer“ (ein zum 450. Jahrestag seines Todes im Jahre 2018 eröffneter Ausstellungsraum im Rathaus) und Egmonds Burg. Sein umfangreiches Vermögen wurde eingezogen, sodass seine Witwe mit den Kindern in Armut lebte. Das Datum dieser Hinrichtung markiert den Beginn des Achtzigjährigen Krieges, in dem sich die Niederländer schließlich von der Herrschaft der Spanier befreiten.
Seine Kinder söhnten sich später mit der spanischen Regierung aus, traten teilweise in ihre Dienste und erhielten einen Teil der Güter zurück, darunter den Brüsseler Egmont-Palast.

## Würdigung

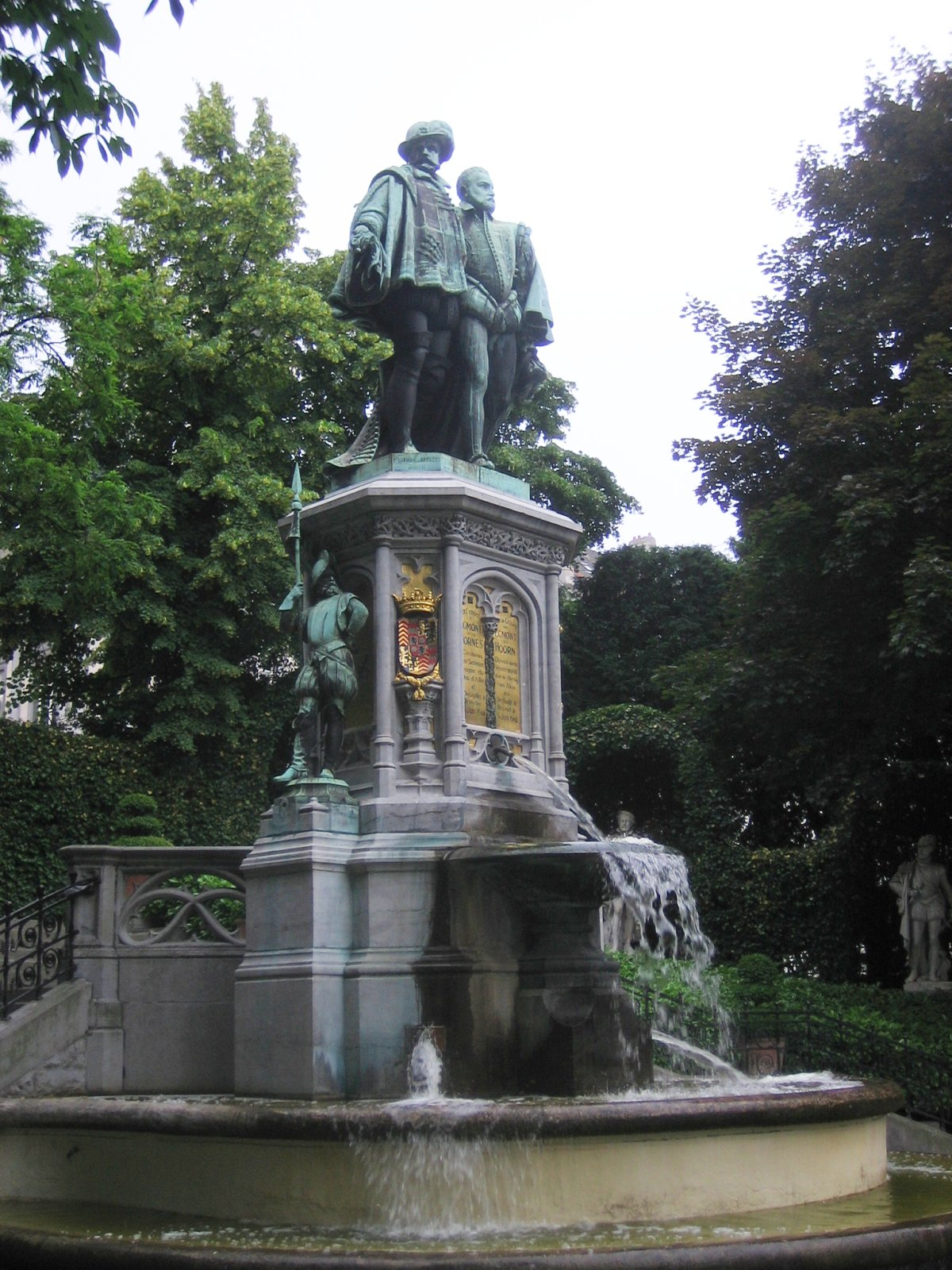
Denkmal für Egmond und Hoorn in Brüssel

Ein Denkmal (von Charles Auguste Fraikin) wurde ihm, gemeinschaftlich mit dem Grafen Hoorn, in Brüssel am kleinen Sablon errichtet. In Zottegem und Egmond aan den Hoef stehen auch Egmont-Denkmäler.
Egmonds Schicksal ist Gegenstand des klassischen Trauerspiels Egmont von Johann Wolfgang von Goethe, wobei der Charakter der von Goethe geschilderten Figur vom historischen Egmond abweicht.
Friedrich Schiller widmete Egmond 1789 die Schrift Des Grafen Lamoral von Egmont Leben und Tod (siehe unten, Wikisource).
In Schillers Worten lautete der berühmte Dialog zwischen Egmond und Oranien auf ihrer letzten Zusammenkunft in Willebroek:

„Es wird dir deine Güter kosten, Oranien, sagte Egmont, wenn du auf diesem Vorsatz bestehest“ – „Und dir dein Leben, Egmont, wenn du den deinigen nicht änderst, antwortete der Prinz... „Nimmermehr wirst du mich bereden, Oranien“, sagte er, „die Dinge in diesem trüben Lichte zu sehen, worin sie dir erscheinen. Hab ich es erst dahin gebracht, die Rebellen zu Boden zu treten, und den Provinzen ihre ewige Ruhe wieder zu geben, was kann der König mir anhaben? Das König ist gütig und gerecht, ich habe mir Ansprüche auf seine Dankbarkeit erworben. Soll ich durch eine schimpfliche Flucht mich selbst ihrer unwert erklären?“ – „Wohlan, rief Oranien aus, so wage es denn auf diese königliche Dankbarkeit. Aber mir sagt eine traurige Ahndung – und gebe der Himmel, daß sie mich betrüge! – daß du die Brücke seyn werdest, Egmont, über welche die Spanier in das Land setzen, und die sie abbrechen werden, wenn sie darüber sind.“ Nach diesen Worten umarmte er ihn noch einmal, seine Augen waren feucht, sie hatten einander zum leztenmal gesehen.“